# Атака

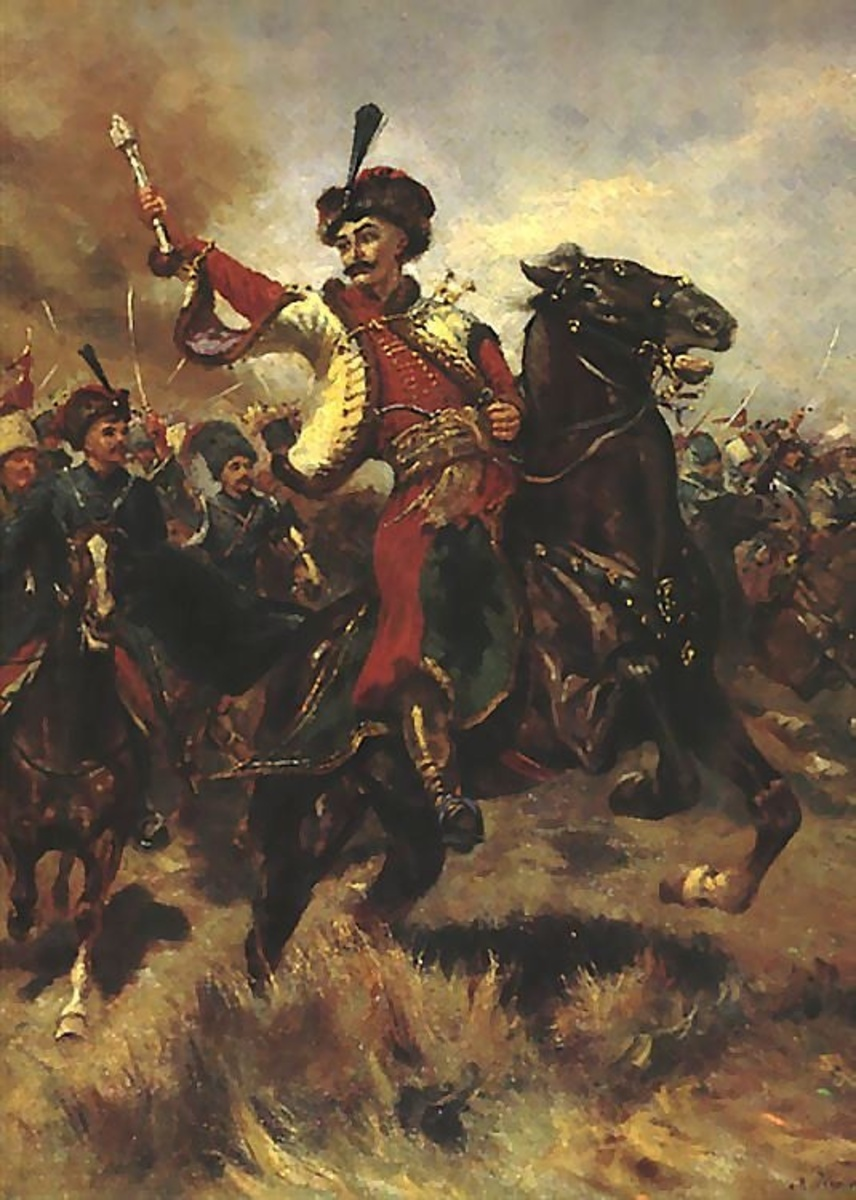
Іван Богун під Берестечком 1651 року. Атака козаків.

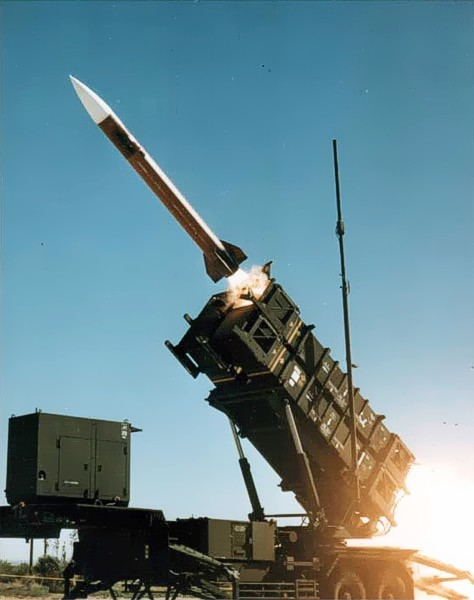
Ракетна атака. Ракетний комплекс MIM-104 Patriot.

Ата́ка (фр. attaque — напад) — поєднання вогню і навального руху війська, літаків, кораблів та інше проти ворога з метою знищення його в близькому бою.
В загальному бою атака є найважчим і найнапруженішим періодом наступу.
Атака починається при безпосередньому зіткненні з противником для прориву його оборони або після зближення з військом противника при підході його з глибини театру воєнних дій.
Атака ведеться танками і піхотою при підтримці артилерії та авіації і забезпечується спеціальними військами. В морському бою атака здійснюється всіма родами ВМС, а найчастіше авіацією, підводними човнами та швидкохідними надводними кораблями.
Ата́ка — також термін вживають у спортивних змаганнях.